# Трисульфид тетрафосфора
Трисульфи́д тетрафо́сфора (сесквисульфид фосфора) бинарное неорганическое соединение фосфора и серы с формулой P4S3, жёлто-зелёные кристаллы, не растворяется в холодной воде, реагирует с горячей.

## Получение
- Сплавление фосфора и серы в инертной атмосфере:

{\displaystyle {\mathsf {P+S\ {\xrightarrow[{CO_{2}}]{250^{o}C}}\ P_{4}S_{n}}}}
где n = 2, 3, 5, 6, 7, 9, 10. Смесь очищают возгонкой или перекристаллизацией в сероуглероде.

## Физические свойства
Тетрафосфора трисульфид образует жёлто-зелёные кристаллы ромбической сингонии, пространственная группа P nmb, параметры ячейки a = 1,063 нм, b = 0,969 нм, c = 1,372 нм, Z = 8.
Не растворяется в холодной воде, реагирует с горячей, отлично растворяется в сероуглероде.

## Химические свойства
- При сильном нагревании разлагается на компоненты:

{\displaystyle {\mathsf {P_{4}S_{3}\ {\xrightarrow {700^{o}C}}\ 4P+3S}}}
- Разлагается горячей водой с образованием смеси продуктов:

{\displaystyle {\mathsf {P_{4}S_{3}\ {\xrightarrow[{-H_{2}S}]{H_{2}O,100^{o}C}}\ H_{3}PO_{4},H_{2}(PHO_{3}),H(PH_{2}O_{2})}}}
- Окисляется горячей концентрированной азотной кислотой:

{\displaystyle {\mathsf {P_{4}S_{3}+38HNO_{3}\ {\xrightarrow {}}\ 4H_{3}PO_{4}+3H_{2}SO_{4}+38NO_{2}\uparrow +10H_{2}O}}}
- Реагирует с щелочами с образованием смеси продуктов:

{\displaystyle {\mathsf {P_{4}S_{3}\ {\xrightarrow[{-Na_{2}S,-H_{2}O}]{NaOH}}\ Na_{3}PO_{4},Na_{2}(PHO_{3}),Na(PH_{2}O_{2})}}}
- Окисляется кислородом:

{\displaystyle {\mathsf {P_{4}S_{3}+3O_{2}\ {\xrightarrow {}}\ 4P_{4}O_{6}+3S}}}
{\displaystyle {\mathsf {P_{4}S_{3}+8O_{2}\ \xrightarrow {100-300^{o}C} \ P_{4}O_{10}+3SO_{2}}}}
- В растворе сероуглерода реагирует с серой:

{\displaystyle {\mathsf {P_{4}S_{3}+2S\ \xrightarrow {h\nu ,I_{2}} \ P_{4}S_{5}}}}

## Применение
- Компонент для изготовления «сесквисульфидных спичек», или «бестёрочных» — зажигающихся при трении о любую поверхность, а не только о специальную намазку спичечного коробка́.